# Pelegrina proxima
Pelegrina proxima är en spindelart som först beskrevs av George William Peckham och Elizabeth Maria Gifford Peckham 1901.  Pelegrina proxima ingår i släktet Pelegrina och familjen hoppspindlar. Inga underarter finns listade i Catalogue of Life.